# Abbie Cornish
Abbie Cornish  (n. 7 august 1982, Noul Wales de Sud, Australia) este o actriță australiană.

## Filmografie
| An   | Film                                      | Rol               | Note |
| ---- | ----------------------------------------- | ----------------- | --- |
| 1997 | Wildside                                  | Simone Summers    | serial TV |
| 1999 | Close Contact                             | Sara Boyack       | film de televiziune |
| 2000 | The Monkey's Mask                         | Mickey Norris     | |
| 2000 | Water Rats                                | Marie Marchand    | serial TV (Episodul Tribes) |
| 2001 | Outriders                                 | Reggie McDowell   | serial TV (26 episoade) |
| 2001 | Life Support                              | Penne #1          | serial TV |
| 2003 | Horseplay                                 | Becky Wodinski    | |
| 2003 | White Collar Blue                         | Antonia McAlister | serial TV |
| 2003 | Marking Time                              | Tracey            | film de televiziune |
| 2004 | One Perfect Day                           | Emma Matisse      | |
| 2004 | Somersault                                | Heidi             | |
| 2004 | Everything Goes                           | Brianie           | |
| 2006 | Candy                                     | Candy             | |
| 2006 | A Good Year                               | Christie Roberts  | |
| 2007 | Elizabeth: The Golden Age                 | Bess Throckmorton | |
| 2008 | Stop-Loss                                 | Michelle          | |
| 2009 | Bright Star                               | Fanny Brawne      | Nominalizată — San Diego Film Critics Society Award for Best Actress Nominalizată — Chicago Film Critics Association Award for Best Actress Nominalizată — Houston Film Critics Society Award for Best Actress |
| 2011 | Limitless                                 | Lindy             | |
| 2011 | Sucker Punch                              | Sweet Pea         | |
| 2011 | W.E.                                      | Wally Winthrop    | |
| 2012 | The Girl                                  | Ashley            | |
| 2012 | Seven Psychopaths                         | Kaya              | |
| 2014 | RoboCop                                   | Clara Murphy      | |
| 2014 | Klondike                                  | Belinda Mulrooney | Mini-serial TV |
| 2014 | Solace                                    |                   | |
| 2016 | Lavender                                  | Jane              | |
| 2017 | 6 Days                                    | Kate Adie         | |
| 2017 | Three Billboards Outside Ebbing, Missouri | Anne Willoughby   | |
| 2017 | Geostorm: Pericol Global                  | Agent Sarah       | |